# Преболд
Преболд (словен. Prebold) — поселення в общині Преболд, Савинський регіон, Словенія. Висота над рівнем моря: 278,7 м.